# Yū Koshikawa
Yū Koshikawa (jap. 越川 優 Koshikawa Yū; ur. 30 czerwca 1984 w Osace) – japoński siatkarz, grający na pozycji przyjmującego. Od sezonu 2013/2014 występuje w drużynie JT Thunders.

## Sukcesy klubowe
Mistrzostwo Japonii:
- 2004, 2007, 2015
- 2006, 2014, 2019
- 2008, 2018

Klubowe Mistrzostwa Azji:
- 2008

Turniej Kurowashiki:
- 2013, 2016, 2017, 2019
- 2014

Puchar Cesarza:
- 2014, 2018

## Sukcesy reprezentacyjne
Igrzyska Azjatyckie:
- 2014
- 2002

Mistrzostwa Azji:
- 2005
- 2007

## Nagrody indywidualne
- 2005: Najlepszy punktujący Mistrzostw Azji
- 2006: Najlepszy zagrywający japońskiej V.League w sezonie 2005/2006
- 2007: MVP japońskiej V.League w sezonie 2006/2007
- 2007: Najlepszy zagrywający Mistrzostw Azji
- 2009: Najlepszy zagrywający japońskiej V.League w sezonie 2008/2009
- 2014: Najlepszy zagrywający japońskiej V.League w sezonie 2013/2014
- 2015: MVP japońskiej V.League w sezonie 2014/2015